# 越南播棋

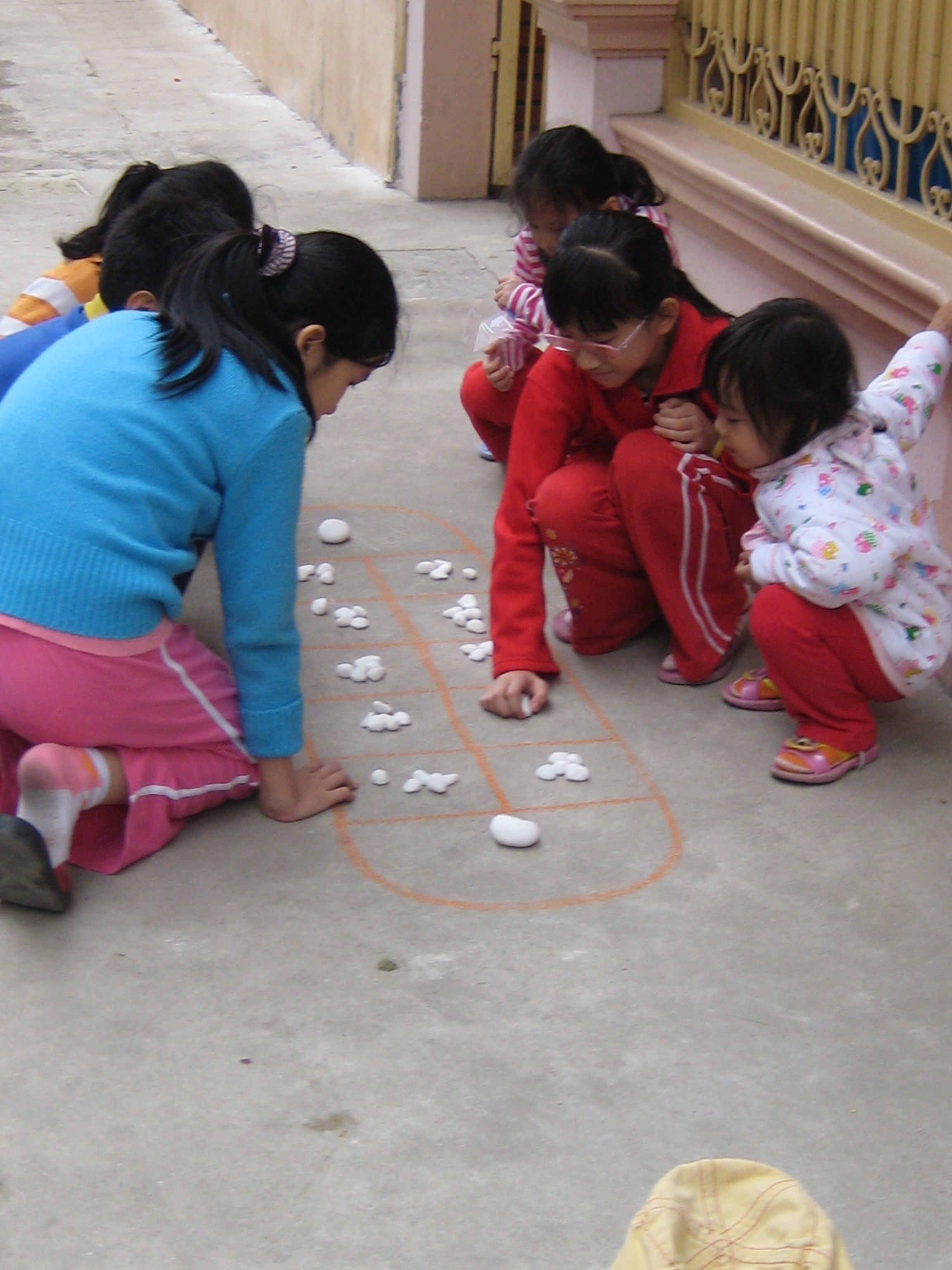
在玩越南播棋的越南女童

越南播棋（越南语：／），是流行於越南的播棋類遊戲，與白族播棋、老牛棋、母豬棋 (洱源)同樣有大小子。

## 棋具

越南播棋棋盤

- 長方形棋盤，分為兩列各五個小洞，兩方玩家各分一列。左右側再附有兩大洞，不屬於任何方。大洞在分投時都會經過。

- 初始佈置時，每方小洞有五顆小棋子，每大洞各有一顆大棋子。大小棋子差別只在於算分不同。

## 規則
- 每回合玩家輪流行棋，從己方有棋子的小洞取出所有棋子，先選定順或逆時鐘方向，再分配到其他的小洞中，一洞分配一顆，直至分配完。當最後一顆棋子落下時，需從其第一順位棋洞取走所有棋子再以同方向進行分配，直到最後分投的棋子落下時其第一順位棋洞為空洞時方結束回合，並將第二順位棋洞的棋子全部取走，作為分數。但若第一順位為大洞，則不能取走第二順位的棋子。

- 當無法從自己列的小洞開始分投時，需把五顆自己已取走的棋子重新放在每一個己方小洞中，一顆一洞，然後再分投。如果不足，則先向對手借，等取得棋子時再還。

- 若棋盤剩下一枚棋子或僵持不下，開始計算分數，小棋子算一分，大棋子算五分，多分者勝。[1]

## 變體
具有三人或四人玩的變體，其棋盤為三角形或四方形。
纳西族也有很類似的遊戲，納西語音譯為次柯余柯，意思為走羊洞。

## 外部連結
- 遊戲影片 （页面存档备份，存于）
- 遊戲介紹 （页面存档备份，存于）